# St. Anna (Salzgitter)
Die Kirche Sankt Anna war die katholische Kirche in Watenstedt, einem Stadtteil von Salzgitter in Niedersachsen. Sie gehörte zuletzt zur Pfarrei Heilig Geist mit Sitz in Hallendorf, im Dekanat Salzgitter des Bistums Hildesheim. Die nach der heiligen Anna benannte Kirche befand sich an der Hüttenstraße, ungefähr gegenüber dem Bahnhof.

## Geschichte
Gegen Ende des 8. Jahrhunderts begann unter Karl dem Großen die Missionierung des Sachsenlandes. Ausgangspunkt war das Kloster zu Fulda, das 744 durch Sturmi gegründet worden war. Die große Taufperiode begann 778 mit einer Massentaufe in der Oker. Der Einfluss des Klosters Fulda endete 815, als Ludwig der Fromme das Bistum Hildesheim gründete – Watenstedt gehörte hier zum Archidiakonat Barum. Mit der Reformation wurde die Bevölkerung und die Kirche von Watenstedt evangelisch-lutherisch.
Erst durch den Zuzug von Arbeitern im Rahmen des Aufbaus der im Juli 1937 gegründeten Reichswerke AG für Erzbergbau und Eisenhütten „Hermann Göring“ stieg die Zahl der Katholiken im Raum Salzgitter stark an. Die Volkszählung im Deutschen Reich 1939 ergab damals in Watenstedt eine Anzahl von 3600 Katholiken, was rund 70 % der örtlichen Bevölkerung entsprach. Katholischerseits gehörte Watenstedt damals zur St.-Petrus-Gemeinde in Wolfenbüttel. Versuche des Bistums Hildesheim und der Pfarrei Wolfenbüttel, im Aufbaugebiet der Reichswerke neue Kirchen zu bauen, scheiterten am nationalsozialistischen Verbot von Kirchenneubauten. Ein Führererlass vom Sommer 1939 hielt fest, „daß in den neuen Siedlungen, wie z. B. Linz, Fallersleben, bei den Hermann Göring-Werken usw. keine Bauplätze für Kirchen vorgesehen werden sollen“. Auch die Frage, ob für einen etwaigen späteren Bedarf Plätze für Kirchenbauten freizuhalten seien, hatte Hitler entschieden verneint.
Eine 1940 gegründete Pfarrvikarie trug zunächst die Bezeichnung Reichswerke Hermann Göring-Ost, ihr Pfarrvikar nahm Wohnung in Barum. Anfänglich fanden die Gottesdienste in der evangelischen Watenstedter Kirche oder in Privaträumen statt. Obwohl der örtliche Kirchenvorstand und sogar die Geheime Staatspolizei die Nutzung der evangelischen Kirche für katholische Gottesdienste genehmigten, versuchte Ludwig Hoffmeister, damals in der Finanzabteilung der Braunschweigischen evangelisch-lutherischen Landeskirche tätig, dies zu verhindern. So wurde Anfang November 1940 die Mitnutzung der evangelischen Kirche Watenstedt durch die katholische Gemeinde verboten, nachdem evakuierte Katholiken aus dem Saargebiet nach dem von der Wehrmacht gewonnenen Westfeldzug wieder in ihre Heimat zurückgekehrt waren. Am 9. Oktober 1943 wurde Pfarrvikar Walter Behrens von der Geheimen Staatspolizei unter dem Verdacht verhaftet, Feindsender gehört zu haben. Er kam erst am 11. Mai 1945 wieder frei.
1945 wurde die Pfarrvikarie, zu der Watenstedt gehörte, in Wolfenbüttel-Land I umbenannt, 1946 wurde ihr Sitz von Barum nach Watenstedt (Bahnhofstraße 19) verlegt. In Watenstedt ließ die britische Militärregierung eine NS-Feierabendhalle zu einer Notkirche umbauen, die 1946 dem Erzengel Michael geweiht wurde. 1948 blüht das katholische Leben in Watenstedt auf, ein Männerverein, später auch ein Frauenverein und eine Kolpingsfamilie, wurden gegründet. 1950 begann die Zahl der Katholiken abzusinken, da sich die Lager leerten und die Anlagen der Reichswerke demontiert wurden. Im Laufe der 1950er Jahre, ausgelöst durch den Wiederaufbau der Stahlwerke und den Wohnungsneubau, stabilisierte sich die Kirchengemeinde. Am 1. April 1955 wurde Watenstedt-Hallendorf eine selbstständige Kirchengemeinde. 1955 wurde das Pfarrhaus in Hallendorf erbaut, da die Wohnung des Geistlichen in Barum gekündigt worden war und im inzwischen zum Industriegebiet erklärten Dorf Watenstedt kein Wohnungsneubau mehr zugelassen war. Am 22. Oktober 1957 brannte die Notkirche im Lager 11 ab, als Ursache wurde Brandstiftung vermutet. Fortan fanden die Gottesdienste im Saal des Gasthauses Wienecke statt, an hohen Feiertagen in der Turnhalle der Volksschule. Ein im März 1957 gegründeter Kirchenbauverein sammelte Spenden für einen Kirchenneubau. Im November 1957 spendete der neue Bischof Heinrich Maria Janssen in der Turnhalle sogar die Firmung.
1959 wurde der Auftrag für den Kirchenbau erteilt, damals wohnten rund 1400 Katholiken in Watenstedt und Karl Wätjer war ihr Pfarrer. Am 19. April 1960 begannen die Bauarbeiten, und am 16. November des gleichen Jahres konnte Bischof Janssen die Kirche einweihen. Die Baukosten betrugen rund 150.000 Deutsche Mark. Angesichts der vielen aus Schlesien vertriebenen Gemeindemitglieder wurde die Kirche nach der heiligen Anna benannt, da in Schlesien der St. Annaberg seit Jahrhunderten ein zentraler Wallfahrtsort ist. Am 3. Adventssonntag 1967 folgte die Weihe des neuerrichteten Glockenturmes, der von mehreren Firmen gemeinsam gestiftet worden war. 1970 wurde eine elektronische Orgel installiert, da das bisher genutzte Harmonium reparaturbedürftig war. Seit Anfang der 1960er Jahre verringerte sich die Einwohnerzahl von Watenstedt stark. In den folgenden Jahren veränderte sich die Bevölkerungsstruktur durch den Zuzug von Gastarbeitern und Asylbewerbern. 1989 wurde die Kirche geschlossen und später abgerissen.

## Architektur und Ausstattung
Die Fertigteilkirche wurde nach Plänen des Braunschweiger Architekten Alfred Geismar erbaut. In ihrem freistehenden Turm hingen zwei Stahlglocken.